# Кибела
Кибе́ла (др.-греч. Κυβέλη, лат. Cybele), в древнегреческой мифологии — богиня, имеющая фригийские корни.
Согласно Страбону, получила своё имя от Кибел[прояснить].
По функциям близка к богине Рее, иногда вплоть до отождествления.

## Другие имена
Цибела, иногда Кибеба (греч. Κυβήβη).
Известна также под именами: Кивела, Диндимена, Идейская мать, Великая мать богов.

## Мифы о Кибеле

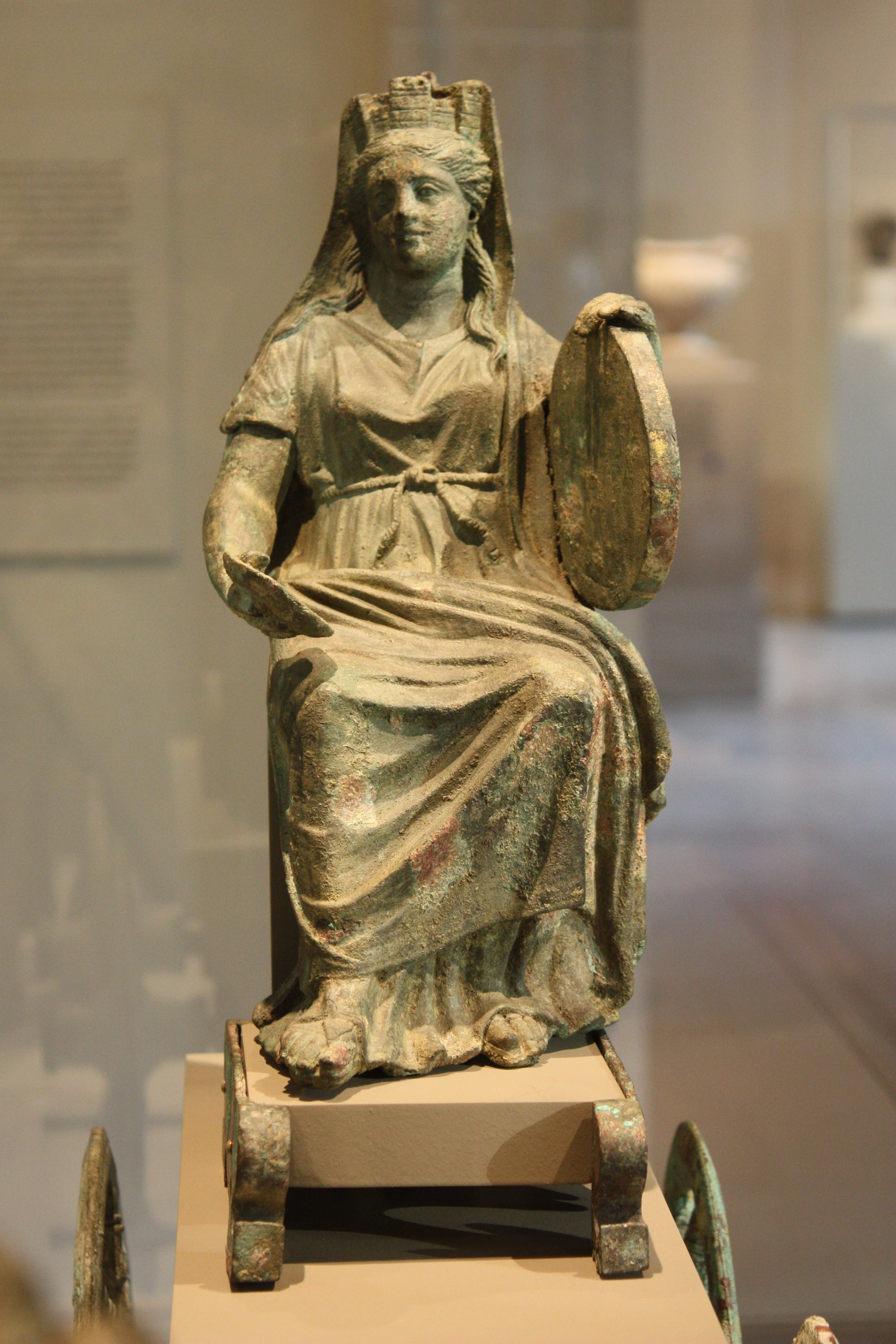
Бронзовая статуэтка Кибелы, II в. н. э.

Известную роль в мифах о Кибеле играет история Аттиса.
Кибела родила от Иасиона Корибанта. После смерти Иасиона Дардан, Кибела и Корибант перенесли в Азию священные обряды Матери богов и отправились во Фригию. Кибела от Олимпа родила Алку, которую назвала богиней Кибелой. Либо это девочка, дочь царя Фригии и Лидии Мейона, брошенная отцом в младенчестве на горе Кибелий, вскормленная леопардами и другими зверями, найденная пасту́шками и получившая имя от горы, подруга Марсия, возлюбленная Аттиса, изобретательница тростниковых свирелей, кимвалов и литавр. Когда её отец убил Аттиса, она побежала по стране с тимпанами, дошла до Нисы, там её полюбил Аполлон и преследовал до гипербореев.
Пиндар написал ей дифирамб. Среди авторов элегий был крайне популярен рассказ о жреце Кибелы и льве.

## Кибеба
Кибеба — древнее имя Кибелы. Возможно, восходит к месопотамской Кубабе. В лувийских надписях IX в. до н. э. божество Ати Купапа упомянута на рельефе с изображением Тархунта.
Также известна под эпитетом Антея.

## Матерь богов
В микенских текстах встречается te-i-ja ma-te-re (? Theiai matrei, Матерь богов).
Её упоминает Пиндар. Её статую создал Фидий.

## Диндимена
Диндимена (Диндимида) — распространённый эпитет Матери богов, по названию горы Диндим над городом Пессинунт. Святилище Диндимены на горе над Кизиком основали аргонавты. Храм богини-матери Диндимены в Фивах был воздвигнут Пиндаром.

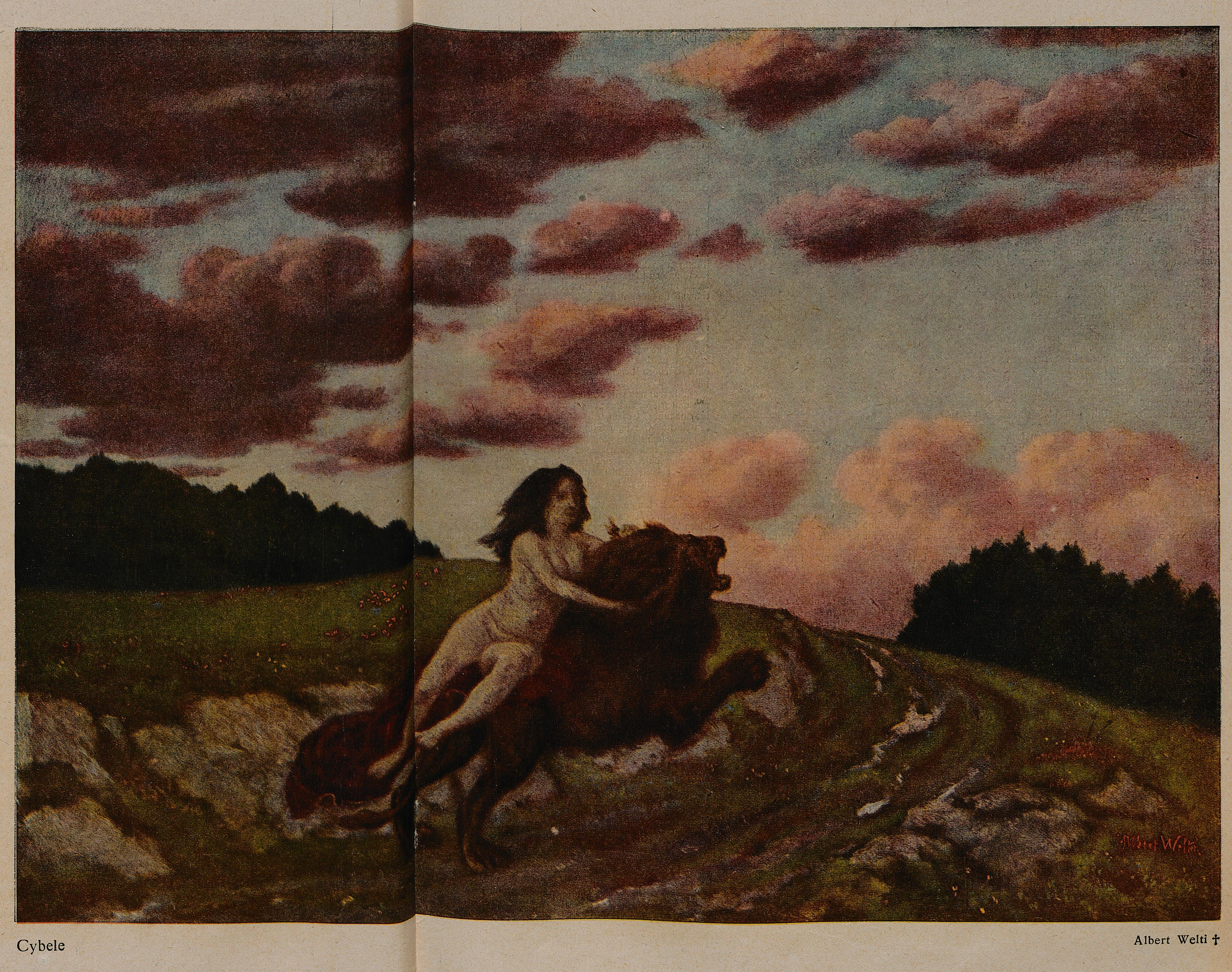
Кибела
(художник Альберт Вельти)

## Почитание
Ей был посвящён храм в Пессинунте, называвшийся Агдистис, где был похоронен Аттис, а также храм в Анагирунте (Аттика).
Ещё один храм Кибелы был обнаружен в 2007 году в городе Балчик, Болгария.
Её храм в Сардах упоминает Геродот.
В Афинах ей был посвящён храм, с её названием, работы Фидия или Агоракрита.
Ей посвящены XIV гомеровский гимн и XXVII орфический гимн гимн.

## Культ Кибелы
Первоначально это была фригийская богиня, олицетворение матери-природы, почитавшаяся и в большей части областей Малой Азии (особенно у горы Иды, в Лидии, Вифинии и Галатии). Спутниками богини, фригийское название которой было Аммас, считались корибанты, куреты и идейские дактили; её любимцем являлся прекрасный юноша Аттис; также с её культом были как-то связаны кабиры. Через посредство греческих колоний в Малой Азии культ Кибелы рано проник и в Грецию, где она была отождествлена с критской матерью Зевса, Реей, и обыкновенно называлась «великой матерью богов».
От служителей Кибелы, исполнявших культ (галлов, «петухов»), требовалось полное подчинение своему божеству. Во время обряда инициации они должны были быть кастрированы. Их танцы включали доведение себя до экстатического состояния, вплоть до нанесения друг другу кровавых ран. К этим танцам присоединялись женщины и причиняли себе увечья — так, чтобы обильно текла кровь. Эти культовые церемонии были известны как оргии, из-за порицания которых со стороны христиан это слово и приобрело сегодняшний негативный окрас.

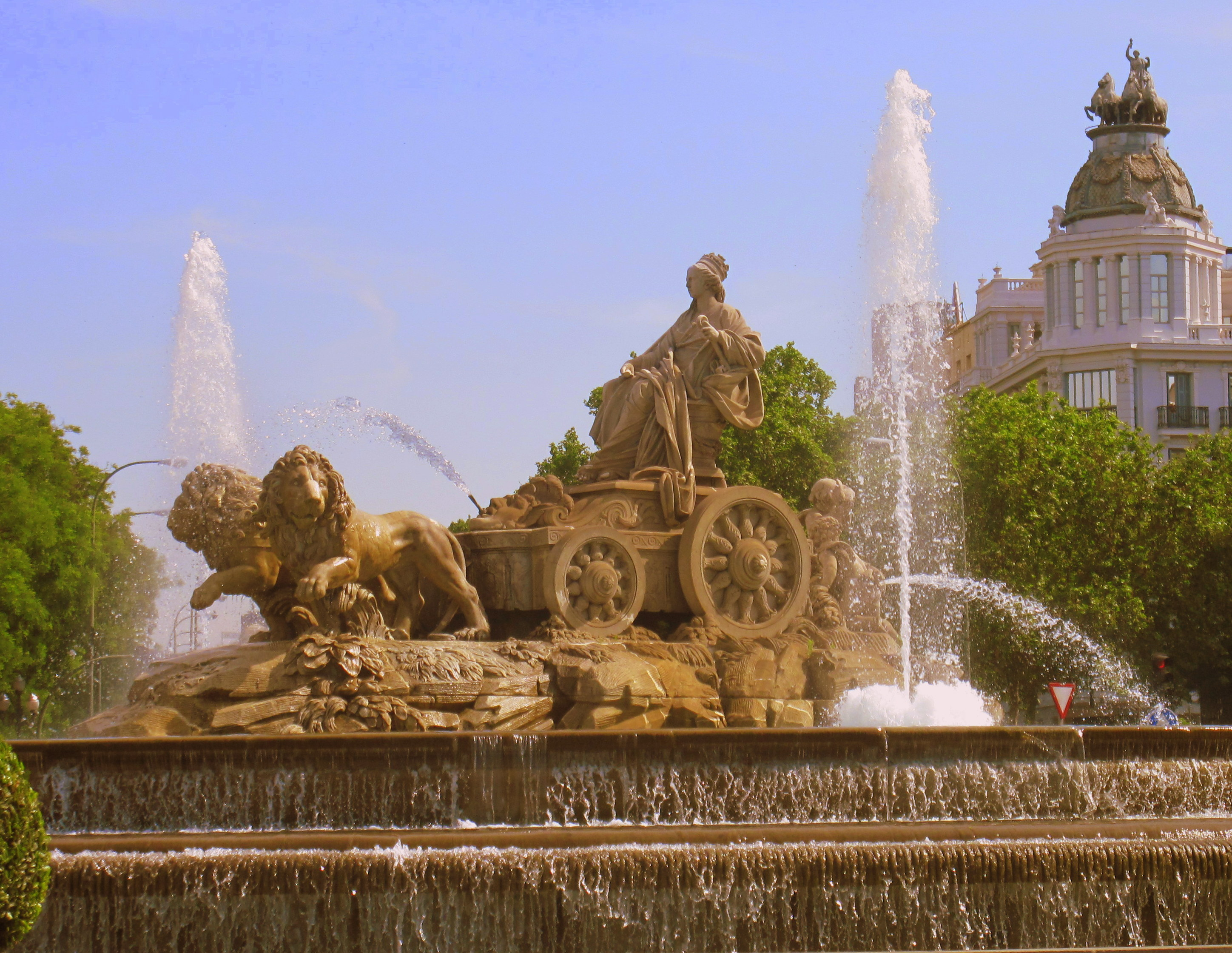
Фонтан Сибелес (Кибела) в Мадриде

Главные атрибуты Кибелы — золотая колесница, запряжённая львами, и корона в виде зубчатой башни. Согласно древнегреческому мифу, Кибела превратила во львов разгневавших её любовников Аталанту и Гиппомена. Окружение Кибелы составляли безумствующие корибанты и куреты, дикие пантеры и львы. Кибела выступала как дарительница плодородия, владычествующая над горами, лесами и зверями.
Введение культа Кибелы в Риме (204 год до н. э.) совпало с концом Второй Пунической войны, когда Рим активно продвигался на восток. Согласно изречению «Сивиллиных книг», торжественно был перевезен особым посольством древний символ культа богини, темноцветный камень (вероятно, метеорит), из её храма в Пессинунте. В порту Остия Богиню встречали все женщины, и когда статуя Богини «нисходила» на берег, её должны были нести девы к храму Победы на Дворцовом Холме. День, когда это произошло — 12 апреля, соблюдался впоследствии как фестиваль Мегалесия. С тех пор культ богини, под именем «великой матери» (Mater magna), сделался государственным; им заведовала особая коллегия жрецов. Самим римлянам сначала было запрещено принимать участие в обрядах культа Кибелы; распространяться между ними он начал лишь во времена Империи. Особенно много народу привлекали искупительные жертвы Кибеле: тавроболии и криоболии (посвящение в культ путём орошения бычьей или бараньей кровью). Для этого периода характерно слияние Кибелы и Опс, римской богини посевов и жатвы. Наибольшую пышность празднества в честь богини обрели в эпоху империи. Именно тогда в эпоху особого развития религиозного синкретизма Кибела становится покровительницей благосостояния городов и вообще всего государства.
Античное искусство представляло Кибелу в виде богато одетой матроны, с башенной короной на голове; в одной руке у неё тимпан, в другой иногда колосья или скипетр; она сидит на троне, окружённом львами, или в колеснице, запряженной львами; иногда представлена и верхом на льве.
В честь Кибелы назван астероид (65) Кибела, открытый в 1861 году.